# Tỉnh trưởng Chính phủ Nhân dân tỉnh Hà Bắc
Tỉnh trưởng Chính phủ Nhân dân tỉnh Hà Bắc được bầu cử bởi Đại hội Đại biểu nhân dân tỉnh Hà Bắc, lãnh đạo bởi thành viên của Đảng Cộng sản Trung Quốc. Cán bộ, công chức lãnh đạo, là Tỉnh trưởng Chính phủ Nhân dân tỉnh Hà Bắc có cấp bậc Bộ trưởng, thường là Ủy viên Ủy ban Trung ương Đảng Cộng sản Trung Quốc các khóa. Tỉnh trưởng Chính phủ Nhân dân là lãnh đạo thứ hai của tỉnh, đứng sau Bí thư Tỉnh ủy. Tỉnh trưởng Chính phủ Nhân dân tỉnh Hà Bắc đồng thời là Phó Bí thư Tỉnh ủy Hà Bắc.
Trong lịch sử Cộng hòa Nhân dân Trung Hoa, chức vụ Tỉnh trưởng Chính phủ Nhân dân tỉnh Hà Bắc có các tên gọi là Chủ tịch Chính phủ Nhân dân tỉnh Hà Bắc (1949 - 1955), Tỉnh trưởng Ủy ban Nhân dân tỉnh Hà Bắc (1955 - 1967), Chủ nhiệm Ủy ban Quân Giải phóng Nhân dân Trung Quốc Kiểm soát tỉnh Hà Bắc (1967 - 1968), Chủ nhiệm Ủy ban Cách mạng tỉnh Hà Bắc (1968 - 1979), và Tỉnh trưởng Chính phủ Nhân dân tỉnh Hà Bắc (1979 đến nay). Tất cả các tên gọi này dù khác nhau nhưng cùng có ý nghĩa là Thủ trưởng Hành chính tỉnh, tức nghĩa Tỉnh trưởng Chính phủ Nhân dân tỉnh Hà Bắc hiện nay.
Tỉnh trưởng Chính phủ Nhân dân tỉnh Hà Bắc hiện tại là Hứa Cần.

## Lịch sử

### Thời kỳ đầu

Dương Tú Phong (1897 – 1983), nguyên Viện trưởng Pháp viện Tối cao (cấp Phó Quốc gia hiện nay), Tỉnh trưởng Hà Bắc đầu tiên (1949 – 1952)

Vào ngày 01 tháng 8 năm 1949, Chính phủ Nhân dân tỉnh Hà Bắc chính thức được thành lập, với thủ phủ là địa cấp thị Bảo Định, trước khi Cộng hòa Nhân Dân Trung Hoa ra đời. Chủ tịch Chính phủ Nhân dân tỉnh là Dương Tú Phong (杨秀峰. 1897 – 1983) giai đoạn (1949 – 1952). Sau khi rời Hà Bắc, ông là Bộ trưởng Bộ Giáo dục Trung Quốc mười năm, Chánh án Tòa án Nhân dân Tối cao (Cộng hòa Nhân dân Trung Hoa) mười năm, chức vụ cấp Lãnh đạo Phó Quốc gia. Thủ trưởng hành chính tỉnh Hà Bắc giai đoạn 1952 – 1958 là Lâm Thiết (林铁. 1904 – 1989) giai đoạn (1952 – 1955). Năm 1955, cơ quan được tổ chức lại thành Ủy ban Nhân dân tỉnh Hà Bắc. 

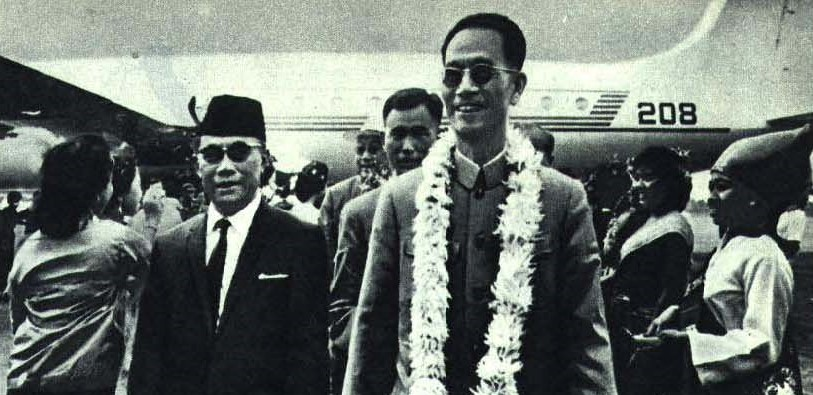
Lý Tuyết Phong (1907 – 2002) dẫn đoàn sang thăm Indonesia năm 1965.

Vào tháng 2 năm 1958, Thiên Tân được sáp nhập với tỉnh Hà Bắc và trở thành thủ phủ tỉnh Hà Bắc. Rồi đến tháng 1 năm 1967, Thiên Tân được khôi phục thành Thành phố trực thuộc trung ương và thủ phủ tỉnh Hà Bắc đã quay trở lại Bảo Định. Chỉ một năm sau, tháng 1 năm 1968, thủ phủ tỉnh Hà Bắc được chuyển đến Thạch Gia Trang bởi lệnh của Mao Trạch Đông. Cùng năm 1968, Ủy ban Cách mạng tỉnh Hà Bắc được thành lập. Thủ trưởng hành chính tỉnh Hà Bắc trong 22 năm từ 1958 đến 1980, trải qua các chức vụ Tỉnh trưởng Ủy ban Nhân dân tỉnh Hà Bắc, Chủ nhiệm Ủy ban Cách mạng tỉnh Hà Bắc là Lưu Tử Hậu và Lý Tuyết Phong. Lưu Tử Hậu (刘子厚. 1909 – 2001) giữ chức trong 18 năm, giai đoạn 1958 – 1968, 1971 – 1980. Giai đoạn 1968 – 1971, Lý Tuyết Phong (李雪峰. 1907 – 2003) được điều tới làm Chủ nhiệm Ủy ban Cách mạng tỉnh Hà Bắc, Lưu Tử Hậu hạ xuống chức vụ Phó Chủ nhiệm. Vào năm 1971, Lý Tuyết Phong bị liên lục trong Đại Cách mạng Văn hóa vô sản và bị cách chức. Lý Tuyết Phong đã từng là Ủy viên dự khuyết Bộ Chính trị Đảng Cộng sản Trung Quốc khóa VIII, khóa IX, Bí thư Bắc Kinh, Bí thư thứ nhất Bộ Hoa Bắc Trung ương Đảng Cộng sản Trung Quốc, Lãnh đạo cấp Phó Quốc gia.

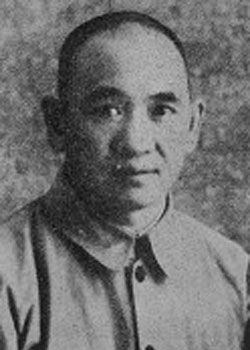
Lâm Thiết (1904 – 1998_ Tỉnh trưởng Hà Bắc 1952 – 1955.

Đối với Lưu Tử Hậu, Mao Trạch Đông ra lệnh kiểm tra, và ông đã qua kiểm tra, trở lại nắm quyền Chủ nhiệm Ủy ban Cách mạng tỉnh Hà Bắc (1971 – 1980). Khi là Chủ nhiệm Ủy ban Cách mạng tỉnh, ông cũng đã thực hiện nhiều đường lối sai lầm của Đại Cách mạng Văn hóa vô sản. Ngày 28 tháng 7 năm 1976, đã xảy ra động đất Đường Sơn 1976 khiến ít nhất 242.769 người chết và khoảng 164.000 người bị thương rất nặng.

### Từ 1980

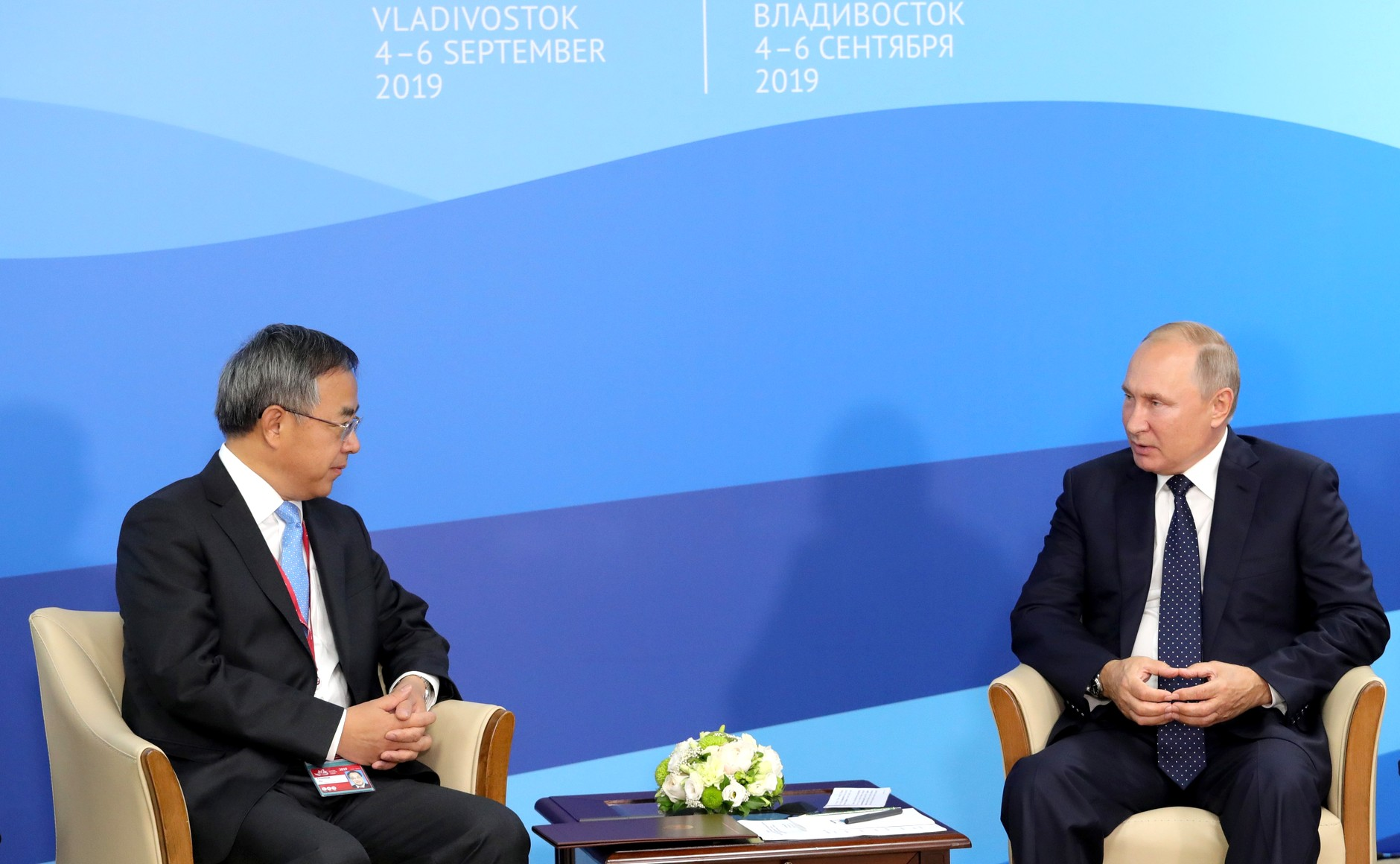
Phó Tổng lý Hồ Xuân Hoa hội đàm cùng Tổng thống Nga Vladimir Putin năm 2019 tại Vladivostok.

Vào tháng 1 năm 1980, Ủy ban Cách mạng của tỉnh Hà Bắc đã đổi tên lại thành Chính phủ Nhân dân tỉnh Hà Bắc, tái lập. Các Tỉnh trưởng Chính phủ Nhân dân tỉnh Hà Bắc từ đó đến nay là Lý Nhĩ Trọng (李尔重. 1913 – 2010) giai đoạn (1980 – 1982), Lưu Bỉnh Ngạn (刘秉彦. 1915 – 1998) giai đoạn (1982 – 1983), Trương Thự Quang (张曙光. 1920 – 2002) giai đoạn (1983 – 1986), Giải Phong (解峰. 1922 – 2004) giai đoạn (1986 – 1988), Nhạc Kỳ Phong (岳歧峰. 1931 – 2008) giai đoạn (1988 – 1990), Trình Duy Cao (程维高. 1933 – 2010) giai đoạn (1990 – 1993), Diệp Liên Tùng (叶连松. 1935) giai đoạn (1993 – 1999), Nữu Mậu Sinh (钮茂生. 1939) giai đoạn (1999 – 2002), Quý Doãn Thạch (2002 – 2006), Quách Canh Mậu (2006 – 2008), Hồ Xuân Hoa (2008 – 2009), Trần Toàn Quốc (2009 – 2011), Trương Khánh Vĩ (2011 – 2017), Hứa Cần (2017 – nay). Hơn 40 năm từ 1979 đến 2020, Hà Bắc có tới 14 Tỉnh trưởng Chính phủ Nhân dân tỉnh Hà Bắc, điều đặc biệt là chỉ có hai người trở thành Bí thư Tỉnh ủy tỉnh Hà Bắc là Diệp Liên Tùng và Trình Duy Cao, người bị khai trừ khỏi Đảng năm 2003 bởi vi phạm kỷ luật nghiêm trọng.
Năm 2019, Hồ Xuân Hoa, Trần Toàn Quốc, Trương Khánh Vĩ, Hứa Cần là những người đang công tác và là Ủy viên Trung ương khóa XIX. Đặc biệt là Hồ Xuân Hoa, Phó Tổng lý Quốc vụ viện Cộng hòa Nhân dân Trung Hoa và Trần Toàn Quốc, Bí thư Khu ủy Khu tự trị Duy Ngô Nhĩ Tân Cương, đều là Ủy viên Bộ Chính trị Đảng Cộng sản Trung Quốc khóa 19 (2017-2022), Lãnh đạo cấp Phó Quốc gia đương nhiệm, giữ chức vụ Tỉnh trưởng Hà Bắc thời gian ngắn. Trong đó, Hồ Xuân Hoa giữ vị trí đặc biệt. Ông được bầu là Tỉnh trưởng Hà Bắc năm 2008, khi chỉ mới 45 tuổi, sau đó trở thành Bí thư Quảng Đông. Ông là người đang giữ tiềm lực để trở thành Lãnh đạo Quốc gia Trung Quốc.

## Danh sách Tỉnh trưởng Chính phủ Nhân dân tỉnh Hà Bắc
Tính đến thời điểm hiện tại, Chính phủ Nhân dân tỉnh Hà Bắc có 18 Tỉnh trưởng Chính phủ Nhân dân.
| STT                                                     | Tên                                                   | Quê quán                                              | Năm sinh                                              | Nhiệm kỳ                                              | Chức vụ về sau (gồm hiện) | Chức vụ trước |
| Chủ tịch Chính phủ Nhân dân tỉnh Hà Bắc (1949 - 1955)   | Chủ tịch Chính phủ Nhân dân tỉnh Hà Bắc (1949 - 1955) | Chủ tịch Chính phủ Nhân dân tỉnh Hà Bắc (1949 - 1955) | Chủ tịch Chính phủ Nhân dân tỉnh Hà Bắc (1949 - 1955) | Chủ tịch Chính phủ Nhân dân tỉnh Hà Bắc (1949 - 1955) | Chủ tịch Chính phủ Nhân dân tỉnh Hà Bắc (1949 - 1955) | Chủ tịch Chính phủ Nhân dân tỉnh Hà Bắc (1949 - 1955)                                                                     |
| ------------------------------------------------------- | ----------------------------------------------------- | ----------------------------------------------------- | ----------------------------------------------------- | ----------------------------------------------------- | --- | --- |
| 1                                                       | Dương Tú Phong                                        | Thiên An Hà Bắc                                       | 1897 - 1983                                           | 08/1949 - 12/1952                                     | Nguyên Phó Chủ tịch Ủy ban Toàn quốc Hội nghị Hiệp thương Chính trị Nhân dân Trung Quốc, Nguyên Chánh án Tòa án Nhân dân Tối cao Trung Quốc Nguyên Bộ trưởng Bộ Giáo dục Trung Quốc | Thủ trưởng hành chính Hà Bắc đầu tiên, Lãnh đạo cấp Phó Quốc gia. Qua đời năm 1983 ở Bắc Kinh.                            |
| 2                                                       | Lâm Thiết                                             | Vạn Châu Trùng Khánh                                  | 1904 - 1989                                           | 12/1952 - 04/1955                                     | Nguyên Bí thư Tỉnh ủy tỉnh Hà Bắc, Nguyên Ủy viên Ủy ban Cố vấn Trung ương Đảng Cộng sản Trung Quốc. | Qua đời năm 1989 ở Bắc Kinh.                                                                                              |
| Tỉnh trưởng Ủy ban Nhân dân tỉnh Hà Bắc (1955 - 1967)   |                                                       |                                                       |                                                       |                                                       | | |
| 2                                                       | Lâm Thiết                                             | Vạn Châu Trùng Khánh                                  | 1904 - 1989                                           | 04/1955 - 04/1958                                     | Nguyên Bí thư Tỉnh ủy tỉnh Hà Bắc, Nguyên Ủy viên Ủy ban Cố vấn Trung ương Đảng Cộng sản Trung Quốc. | Qua đời năm 1989 ở Bắc Kinh.                                                                                              |
| 3                                                       | Lưu Tử Hậu                                            | Nhâm Hà Bắc                                           | 1909 - 2001                                           | 04/1958 - 01/1967                                     | Nguyên Bí thư Tỉnh ủy tỉnh Hà Bắc, Nguyên Tỉnh trưởng Chính phủ Nhân dân tỉnh Hồ Bắc. | Qua đời năm 2001 ở Bắc Kinh.                                                                                              |
| Chủ nhiệm Ủy ban Cách mạng tỉnh Hà Bắc (1967 - 1979)    |                                                       |                                                       |                                                       |                                                       | | |
| 4                                                       | Lý Tuyết Phong                                        | Vĩnh Tế Sơn Tây                                       | 1907 - 2003                                           | 02/1968 - 02/1971                                     | Nguyên Ủy viên dự khuyết Bộ Chính trị Đảng Cộng sản Trung Quốc khóa VIII, khóa IX, Nguyên Bí thư Thành ủy thành phố Bắc Kinh, Nguyên Bí thư Tỉnh ủy tỉnh Hà Bắc, Nguyên Bí thư thứ nhất Bộ Hoa Bắc Trung ương Đảng Cộng sản Trung Quốc, Nguyên Chính ủy Quân khu Bắc Kinh, Nguyên Phó Ủy viên trưởng Ủy ban Thường vụ Đại hội Đại biểu Nhân dân Toàn quốc | Lãnh đạo cấp Phó Quốc gia, Qua đời năm 2003 ở Bắc Kinh.                                                                   |
| 3                                                       | Lưu Tử Hậu                                            | Nhâm Hà Bắc                                           | 1909 - 2001                                           | 02/1971 - 12/1979                                     | Nguyên Bí thư Tỉnh ủy tỉnh Hà Bắc, Nguyên Tỉnh trưởng Chính phủ Nhân dân tỉnh Hồ Bắc. | Tỉnh trưởng Chính phủ Nhân dân Hà Bắc lần thứ hai. Qua đời năm 2001 ở Bắc Kinh.                                           |
| Tỉnh trưởng Chính phủ Nhân dân tỉnh Hà Bắc (1979 - nay) |                                                       |                                                       |                                                       |                                                       | | |
| 5                                                       | Lý Nhĩ Trọng                                          | Phong Nhuận, Hà Bắc                                   | 1913 - 2010                                           | 01/1980 - 06/1982                                     | Nguyên Tỉnh trưởng Chính phủ Nhân dân tỉnh Hà Bắc. | Qua đời năm 2009 ở Vũ Hán.                                                                                                |
| 6                                                       | Lưu Bỉnh Ngạn                                         | Lễ Hà Bắc                                             | 1915 - 1998                                           | 06/1982 - 04/1983                                     | Thiếu tướng Giải phóng quân Nhân dân Trung Quốc Nguyên Chủ nhiệm Ủy ban Thường vụ Đại hội Đại biểu Nhân dân tỉnh Hà Bắc. | Qua đời năm 1998 ở Thạch Gia Trang.                                                                                       |
| 7                                                       | Trương Thự Quang                                      | Nhiêu Dương Hà Bắc                                    | 1920 - 2002                                           | 04/1983 - 05/1986                                     | Nguyên Bí thư Khu ủy Khu tự trị Nội Mông. | Qua đời năm 2002 ở Thạch Gia Trang.                                                                                       |
| 8                                                       | Giải Phong                                            | Dực Thành Sơn Tây                                     | 1922 - 2004                                           | 05/1986 - 05/1988                                     | Nguyên Ủy viên Thường vụ Ủy ban Toàn quốc Hội nghị Hiệp thương Chính trị Nhân dân Trung Quốc. | Qua đời năm 2004 ở Thạch Gia Trang.                                                                                       |
| 9                                                       | Nhạc Kỳ Phong                                         | Tuy Đức, Thiểm Tây                                    | 1931 - 2008                                           | 05/1988 - 06/1990                                     | Nguyên Bí thư Tỉnh ủy tỉnh Hắc Long Giang, Nguyên Tỉnh trưởng Chính phủ Nhân dân tỉnh Liêu Ninh. | Qua đời năm 2008 ở Bắc Kinh.                                                                                              |
| 10                                                      | Trình Duy Cao                                         | Tô Châu Giang Tô                                      | 1933 - 2010                                           | 06/1990 - 06/1993                                     | Nguyên Bí thư Tỉnh ủy tỉnh Hà Bắc, Nguyên Tỉnh trưởng Chính phủ Nhân dân tỉnh Hà Nam. | Bị khai trừ khỏi Đảng năm 2003 bởi vi phạm, Qua đời năm 2010 tại Thường Châu.                                             |
| 11                                                      | Diệp Liên Tùng                                        | Lai Dương Sơn Đông                                    | 1935 -                                                | 06/1993 - 11/1999                                     | Nguyên Bí thư Tỉnh ủy tỉnh Hà Bắc. | Trước đó là Phó Bí thư Tỉnh ủy tỉnh Hà Bắc                                                                                |
| 12                                                      | Nữu Mậu Sinh                                          | Bắc Kinh                                              | 1939 -                                                | 11/1999 - 12/2002                                     | Nguyên Bộ trưởng Bộ Thủy lợi Trung Quốc (đã giải thể) | Trước đó là Bộ trưởng Bộ Thủy lợi Trung Quốc.                                                                             |
| 13                                                      | Quý Doãn Thạch                                        | Hải Môn Giang Tô                                      | 1945 -                                                | 12/2002 - 10/2006                                     | Nguyên Tỉnh trưởng Chính phủ Nhân dân tỉnh Giang Tô, Nguyên Cục trưởng Cục Chuyên gia nước ngoài Quốc gia Trung Quốc, Nguyên Thứ trưởng Bộ Nhân lực và An sinh xã hội. | Trước đó là Tỉnh trưởng Chính phủ Nhân dân tỉnh Giang Tô.                                                                 |
| 14                                                      | Quách Canh Mậu                                        | Ký Châu Hà Bắc                                        | 1950 -                                                | 10/2006 - 03/2008                                     | Nguyên Bí thư Tỉnh ủy Hà Nam (Trung Quốc), Nguyên Tỉnh trưởng Chính phủ Nhân dân tỉnh Hà Nam. | Trước đó là Phó Bí thư Tỉnh ủy tỉnh Hà Bắc                                                                                |
| 15                                                      | Hồ Xuân Hoa                                           | Ngũ Phong Hồ Bắc                                      | 1963 -                                                | 04/2008 - 12/2009                                     | Ủy viên Bộ Chính trị Đảng Cộng sản Trung Quốc khóa 19 (2017-2022), Phó Tổng lý Quốc vụ viện, Nguyên Bí thư Tỉnh ủy tỉnh Quảng Đông, Nguyên Bí thư Khu ủy Khu tự trị Nội Mông Cổ, Nguyên Bí thư thứ nhất Đoàn Thanh niên Cộng sản Trung Quốc | Trước đó là Bí thư thứ nhất Ban Bí thư Trung ương Đoàn Thanh niên Cộng sản Trung Quốc, Hiện là lãnh đạo cấp Phó Quốc gia. |
| 16                                                      | Trần Toàn Quốc                                        | Trú Mã Điếm Hà Nam                                    | 1955 -                                                | 12/2009 - 08/2011                                     | Ủy viên Bộ Chính trị Đảng Cộng sản Trung Quốc khóa 19 (2017-2022), Bí thư Khu ủy Khu tự trị Tân Cương, Nguyên Bí thư Khu ủy Khu tự trị Tây Tạng. | Trước đó là Phó Bí thư Tỉnh ủy Hà Bắc, Hiện là lãnh đạo cấp Phó Quốc gia.                                                 |
| 17                                                      | Trương Khánh Vĩ                                       | Lạc Đình Hà Bắc                                       | 1961 -                                                | 08/2011 - 04/2017                                     | Ủy viên Ủy ban Trung ương Đảng Cộng sản Trung Quốc khóa XIX, Bí thư Tỉnh ủy tỉnh Hắc Long Giang, Nguyên Chủ nhiệm Ủy ban Khoa học Công nghệ Quốc phòng Trung Quốc. | Trước đó là Chủ nhiệm Ủy ban Khoa học và Công nghệ Quốc phòng Trung Quốc.                                                 |
| 18                                                      | Hứa Cần                                               | Liên Vân Cảng Giang Tô                                | 1961 -                                                | 04/2017 -                                             | Ủy viên Ủy ban Trung ương Đảng Cộng sản Trung Quốc khóa XIX, Phó Bí thư Tỉnh ủy, Tỉnh trưởng Chính phủ Nhân dân tỉnh Hà Bắc | Trước đó là Bí thư Thành ủy thành phố Thâm Quyến.                                                                         |

*Chú thích: Dấu đậm thể hiện các Lãnh đạo cấp Phó Quốc gia.

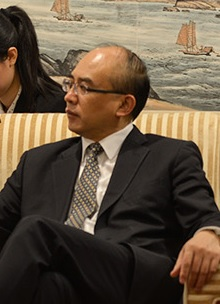
Hứa Cần (1961 -), Ủy viên Ủy ban Trung ương Đảng Cộng sản Trung Quốc khóa XIX, Tỉnh trưởng Chính phủ Nhân dân tỉnh Hà Bắc đương nhiệm.
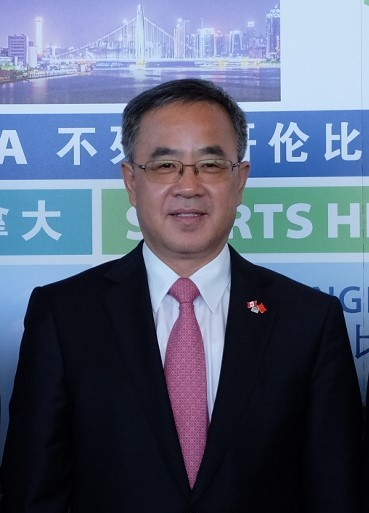
Hồ Xuân Hoa (1963 -), Ủy viên Bộ Chính trị Đảng Cộng sản Trung Quốc khóa 19 (2017-2022), Phó Tổng lý Quốc vụ viện Cộng hòa Nhân dân Trung Hoa, nguyên Tỉnh trưởng Chính phủ Nhân dân tỉnh Hà Bắc (2008 - 2009).
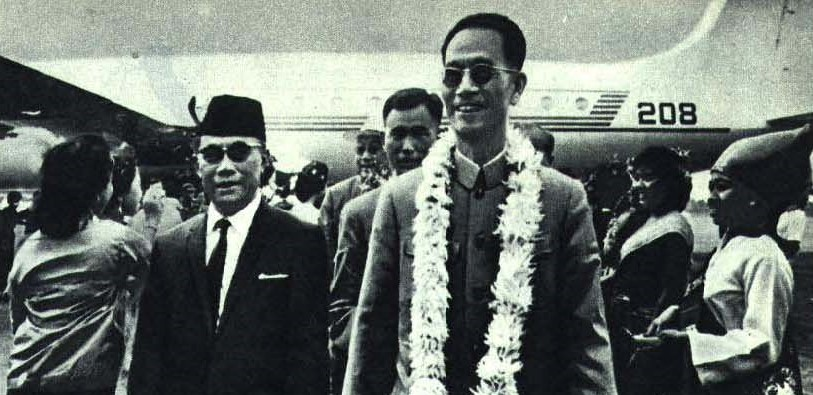
Lý Tuyết Phong (1907 - 2003), nguyên Ủy viên dự khuyết Bộ Chính trị Đảng Cộng sản Trung Quốc khóa VIII, XIX, Chủ nhiệm Ủy ban Cách mạng tỉnh Hà Bắc (1968 - 1971).
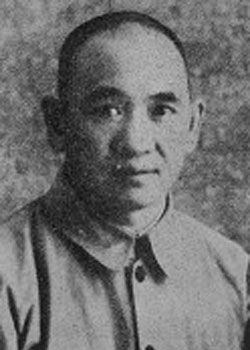
Lâm Thiết (1904 - 1989), nguyên Thủ trưởng hành chính tỉnh Hà Bắc (1952 - 1958).
Dương Tú Phong (1897 - 1983), nguyên Viện trưởng Pháp viện Nhân dân Tối cao Trung Quốc (cấp Phó Quốc gia hiện nay), Chủ tịch Chính phủ Nhân dân tỉnh Hà Bắc đầu tiên (1949 - 1952).

## Các lãnh đạo quốc gia Trung Quốc từng là Tỉnh trưởng Chính phủ Nhân dân tỉnh Hà Bắc

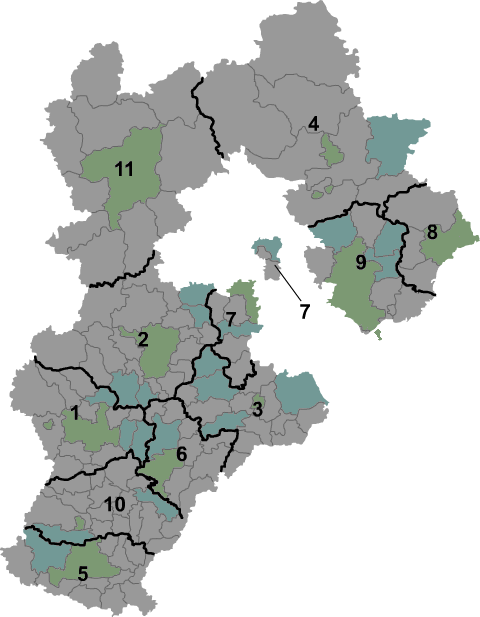
Bản đồ Hà Bắc.

Trong quãng thời gian từ năm 1949 đến nay, Chính phủ Nhân dân tỉnh Hà Nam chưa có Lãnh đạo Quốc gia nào từng giữ vị trí Thủ trưởng hành chính tỉnh. Hà Bắc có tới bốn vị Lãnh đạo cấp Phó Quốc gia từng là Thủ trưởng hành chính tỉnh. Đó là:
- Dương Tú Phong (1897 - 1983), Phó Chủ tịch Ủy ban Toàn quốc Hội nghị Hiệp thương Chính trị Nhân dân Trung Quốc, Chánh án Tòa án Nhân dân Tối cao Trung Quốc, cấp Phó Quốc gia.
- Lý Tuyết Phong (1907 - 2003), Ủy viên dự khuyết Bộ Chính trị Đảng Cộng sản Trung Quốc khóa VIII, khóa IX, Bí thư Thành ủy thành phố Bắc Kinh, Bí thư thứ nhất Bộ Hoa Bắc Trung ương Đảng Cộng sản Trung Quốc.
- Hồ Xuân Hoa (1963 -), Ủy viên Bộ Chính trị Đảng Cộng sản Trung Quốc khóa 19 (2017-2022), Phó Tổng lý Quốc vụ viện, nguyên Bí thư Tỉnh ủy tỉnh Quảng Đông.
- Trần Toàn Quốc (1955 -), Ủy viên Bộ Chính trị Đảng Cộng sản Trung Quốc khóa 19 (2017-2022), Bí thư Khu ủy Khu tự trị Tân Cương.

Trong đó, Hồ Xuân Hoa và Trần Toàn Quốc là hai Ủy viên Bộ Chính trị Đảng Cộng sản Trung Quốc hiện nay.

## Chủ thích
1. ↑  "Tiểu sử đồng chí Hứa Cần". Mạng Kinh tế Trung Quốc. Truy cập ngày 21 tháng 10 năm 2019.
2. ↑  "Dương Tú Phong, nguyên Viện trưởng Pháp viện Nhân dân Tối cao (tiếng Trung Quốc: 杨秀峰, Bính âm Hán ngữ: Yáng xiùfēng, tiếng Latinh: Yang Xiufeng. 1897 – 1983). 杨秀峰 （最高人民法院原院长） (tiếng Trung)". Baike.Baidu – Bách khoa toàn thư Trung Quốc. Bản gốc lưu trữ ngày 9 tháng 1 năm 2020. Truy cập ngày 9 tháng 1 năm 2020. {{Chú thích web}}: no-break space character trong |tựa đề= tại ký tự số 183 (trợ giúp)
3. ↑  "Lâm Thiết, Khai Quốc Bí thư thứ nhất Hà Bắc, Ủy viên Trung ương VIII (tiếng Trung Quốc: 林铁, Bính âm Hán ngữ: Lín tiě, tiếng Latinh: Lie Tie. 1904 – 1989). 林铁 （开国河北省委第一书记，八届中央委员） (tiếng Trung)". Baike.Baidu – Bách khoa toàn thư Trung Quốc. Bản gốc lưu trữ ngày 9 tháng 1 năm 2020. Truy cập ngày 9 tháng 1 năm 2020. {{Chú thích web}}: no-break space character trong |tựa đề= tại ký tự số 186 (trợ giúp)
4. ↑  "Lưu Tử Hậu, Sư trưởng Giải phóng quân Nhân dân Hoa Bắc kháng Nhật (tiếng Trung Quốc: 刘子厚, Bính âm Hán ngữ: Liúzihòu, tiếng Latinh: Liu Zihou. 1909 – 2001). 刘子厚 （华北人民抗日救国军第一师师长） (tiếng Trung)". Baike.Baidu – Bách khoa toàn thư Trung Quốc. Bản gốc lưu trữ ngày 9 tháng 1 năm 2020. Truy cập ngày 9 tháng 1 năm 2020. {{Chú thích web}}: no-break space character trong |tựa đề= tại ký tự số 185 (trợ giúp)
5. ↑  "Lý Tuyết Phong, nguyên Ủy bân Ủy ban Cố vấn Trung ương (tiếng Trung Quốc: 李雪峰, Bính âm Hán ngữ: Lǐxuěfēng, tiếng Latinh: Li Xuefeng. 1907 – 2003). 李雪峰 （中共中央顾问委员会原委员） (tiếng Trung)". Baike.Baidu – Bách khoa toàn thư Trung Quốc. Bản gốc lưu trữ ngày 9 tháng 1 năm 2020. Truy cập ngày 9 tháng 1 năm 2020.
6. ↑  "Lưu Tử Hậu". Baike Baidu. Truy cập ngày 1 tháng 12 năm 2019.
7. ↑  Stoltman, Joseph P. Lidstone, John. Dechano, M. Lisa (2004). International Perspectives On Natural Disasters. NXB.Springer publishing. ISBN 1-4020-2850-4
8. ↑  "Lý Nhĩ Trọng (tiếng Trung Quốc: 李尔重, Bính âm Hán ngữ: Lǐ ěr zhòng, tiếng Latinh: Li Erzhong, nguyên danh Lý Dục Tam – 李育三. 1913 – 2010). 李尔重 (tiếng Trung)". Baike.Baidu – Bách khoa toàn thư Trung Quốc. Bản gốc lưu trữ ngày 9 tháng 1 năm 2020. Truy cập ngày 9 tháng 1 năm 2020.
9. ↑  "Thiếu tướng Lưu Bỉnh Ngạn (tiếng Trung Quốc: 刘秉彦, Bính âm Hán ngữ: Liúbǐngyàn, tiếng Latinh: Liu Bingyan. 1915 – 1998). 刘秉彦 (tiếng Trung)". Baike.Baidu – Bách khoa toàn thư Trung Quốc. Bản gốc lưu trữ ngày 9 tháng 1 năm 2020. Truy cập ngày 9 tháng 1 năm 2020.
10. ↑  "Trương Thự Quang, nguyên Bí thư Khu ủy Khu tự trị Nội Mông Cổ (tiếng Trung Quốc: 张曙光, Bính âm Hán ngữ: Zhāngshǔguāng, tiếng Latinh: Zhang Shuguang, nguyên danh Hàn Chí Hồng – 韩志洪. 1920 – 2002). 张曙光 （原内蒙古自治区党委书记） (tiếng Trung)". Baike.Baidu – Bách khoa toàn thư Trung Quốc. Bản gốc lưu trữ ngày 9 tháng 1 năm 2020. Truy cập ngày 9 tháng 1 năm 2020.
11. ↑  "Giải Phong, nguyên Phó Bí thư, Tỉnh trưởng Hà Bắc (tiếng Trung Quốc: 解峰, Bính âm Hán ngữ: Jiě fēng, tiếng Latinh: Jie Feng. 1922 – 2004). 解峰 （河北省委原副书记、省长） (tiếng Trung)". Baike.Baidu – Bách khoa toàn thư Trung Quốc. Bản gốc lưu trữ ngày 9 tháng 1 năm 2020. Truy cập ngày 9 tháng 1 năm 2020.
12. ↑  "Nhạc Kỳ Phong (tiếng Trung Quốc: 岳歧峰, Bính âm Hán ngữ: Yuèqífēng, tiếng Latinh: Yue Qifeng. 1931 – 2008). 岳歧峰 (tiếng Trung)". Baike.Baidu – Bách khoa toàn thư Trung Quốc. Bản gốc lưu trữ ngày 9 tháng 1 năm 2020. Truy cập ngày 9 tháng 1 năm 2020.
13. ↑  "Trình Duy Cao (tiếng Trung Quốc: 程维高, Bính âm Hán ngữ: Chéngwéigāo, tiếng Latinh: Cheng Weigao. 1933 – 2010). 程维高 (tiếng Trung)". Baike.Baidu – Bách khoa toàn thư Trung Quốc. Bản gốc lưu trữ ngày 9 tháng 1 năm 2020. Truy cập ngày 9 tháng 1 năm 2020.
14. ↑  "Diệp Liên Tùng, nguyên Bí thư Tỉnh ủy Hà Bắc (tiếng Trung Quốc: 叶连松, Bính âm Hán ngữ: Yèliánsōng, tiếng Latinh: Ye Liansong. 1935). 叶连松 （河北省原省委书记） (tiếng Trung)". Baike.Baidu – Bách khoa toàn thư Trung Quốc. Bản gốc lưu trữ ngày 9 tháng 1 năm 2020. Truy cập ngày 9 tháng 1 năm 2020.
15. ↑  "Nữu Mậu Sinh (tiếng Trung Quốc: 钮茂生, Bính âm Hán ngữ: Niǔ màoshēng, tiếng Latinh: Niu Maosheng. 1939). 钮茂生 (tiếng Trung)". Baike.Baidu – Bách khoa toàn thư Trung Quốc. Bản gốc lưu trữ ngày 9 tháng 1 năm 2020. Truy cập ngày 9 tháng 1 năm 2020.
16. 1 2  "Tiểu sử đồng chí Hồ Xuân Hoa". China Vitae. Bản gốc lưu trữ ngày 16 tháng 11 năm 2018. Truy cập ngày 31 tháng 10 năm 2019.
17. 1 2  "Tiểu sử đồng chí Trần Toàn Quốc". China Vitae. Bản gốc lưu trữ ngày 15 tháng 12 năm 2019. Truy cập ngày 31 tháng 10 năm 2019.
18. 1 2  "Tiểu sử đồng chí Trương Khánh Vĩ". China Vitae. Bản gốc lưu trữ ngày 28 tháng 12 năm 2021. Truy cập ngày 31 tháng 10 năm 2019.